# Björntjärnen (Nås socken, Dalarna, 669358-141931)
Björntjärnen är en sjö i Vansbro kommun i Dalarna och ingår i Dalälvens huvudavrinningsområde.